# Anselmo Braamcamp Freire
Anselmo Braamcamp Freire (Lisboa, 1 de Fevereiro de 1849 – Lisboa, 23 de Dezembro de 1921) foi um historiador, genealogista e político português. 
Nascido de famílias fidalgas do Ribatejo, era filho de Manuel Nunes Freire da Rocha, 1.º Barão de Almeirim, e de sua mulher e prima, Luísa Maria Joana Braamcamp de Almeida Castelo-Branco, sobrinha paterna do 5.º Senhor de Sobral de Monte Agraço, 2.º Barão de Sobral, 1.º Visconde de Sobral e 1.º Conde de Sobral.

## Biografia

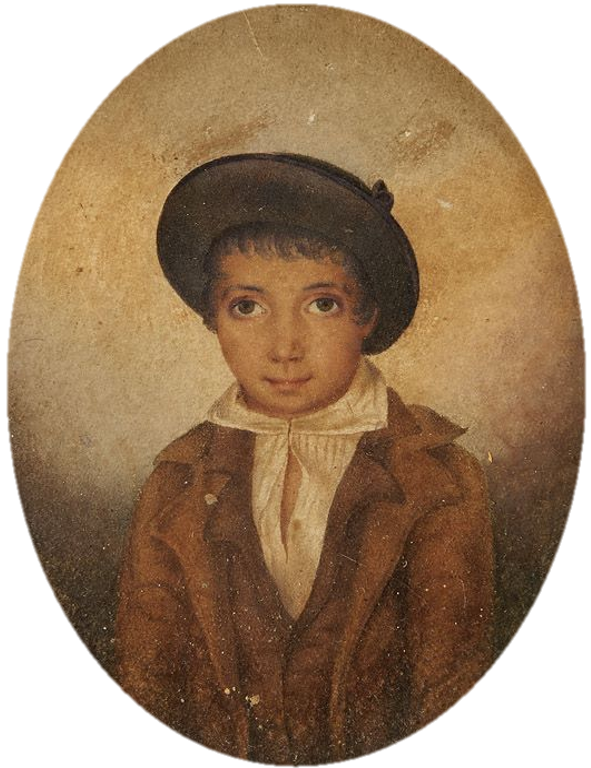
Retrato de Anselmo Braamcamp Freire enquanto criança, por sua mãe, a Baronesa de Almeirim.

Foi Moço Fidalgo da Casa Real, Par do Reino em 1887 e Sócio Efectivo da Academia Real das Ciências de Lisboa. Foi o 1.º Presidente da Câmara Municipal de Loures (pelo Partido Progressista (Portugal)), de 1887 a 1889, e de novo entre 1893 e 1895, Vereador (pelo Partido Republicano) da Câmara Municipal de Lisboa e Presidente da Câmara Municipal de Lisboa de 1908 a 1913. Após a implantação da República, foi Deputado às Câmaras Constituintes de 1911 e o 1.º Presidente do Senado da República. Era um dos Republicanos de religião Católica mais destacados.
Com uma rara cultura, foi escritor, historiador e um dos fundadores do Arquivo Histórico Português, em 1903. Como arqueólogo e genealogista deixou uma vasta obra, tendo sido em Portugal o precursor de genealogia científica, baseando todas as suas afirmações apenas em fontes fidedignas. Era grande coleccionador de arte, tendo formado uma notável pinacoteca, que legou à cidade de Santarém, assim como a sua biblioteca, com cerca de 10.000 volumes, entre os quais se encontram exemplares de livros antigos e raríssimos, como o "Meditationes vitae Christi" e "De Triplici via: Opus contemplationis" de São Boaventura (1221–1274). A sua casa é actualmente a Biblioteca Municipal de Santarém.

## Obras publicadas

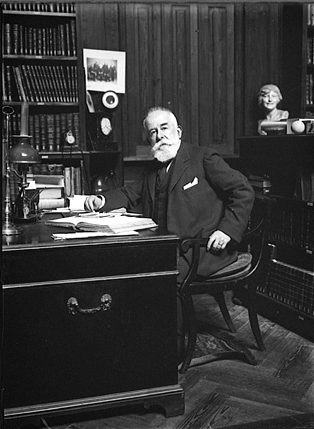
Anselmo Braamcamp Freire, no seu escritório.

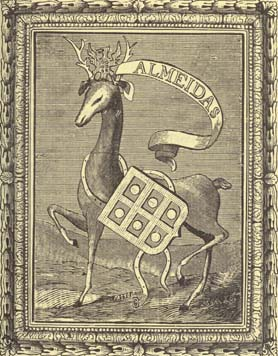
Gravura das armas dos Almeidas, do livro Brasões da Sala de Sintra

- O Conde de Villa Franca e a Inquisição (1899)
- As sepulturas do Espinheiro (1901)
- Em volta de uma carta de Garcia de Resende (1905)
- A honra de Resende (1906)
- Amarrado ao pelourinho (1907)
- Emmenta da Casa da India (1907)
- Critica e história: estudos (1910)
- Um aventureiro na empresa de Ceuta (1913)
- Gil Vicente, poeta e ourives (1914)
- Expedições e armadas nos anos de 1488 e 1489 (1915)
- Maria Brandoa, a do Crisfal (1916)
- Nos centenários de Ceuta e Albuquerque: discursos (1916)
- Condados de Moncorvo e da Feira: ousada falsificação de documentos (1919)
- Almirantado do mar da India, data da sua criação (1920)
- Ida da Imperatriz D. Isabel para Castela (1920)
- Noticias da feitoria de Flandres: precedidas dos Brandões poetas do Cancioneiro (1920)
- A censura e o Cancioneiro Geral (1921)
- Vida e obras de Gil Vicente: trovador, mestre da balança (1919) (1944)
- Armaria portuguesa (1989)
- Brasões da sala de Sintra (1921) (1973) (1996)
- Crítica e história: estudos (1996)
- Livro dos bens de D. João de Portel: cartulario do século XIII  (1910) (2003)[1]

### Obras em que colaborou
- Somaryo dos livros da Fazenda (introdução) (1904)
- Primeira parte da crónica de D. João I (prefácio) (1915)
- Noticias da vida de André de Resende (publicadas, anotadas e aditadas) (1916)
- In memoriam: Júlio de Castilho (1920)
- Catálogo da… livraria que pertenceu aos… condes de Azevedo e de Samodãe (introdução) (1921)
- Obras / Bernardim Ribeiro e Cristóvão Falcão (preparada e revista) (1923)
- Tratado da majestade, grandeza e  abastança da cidade de Lisboa, na 2ª metade do século XVI: estatística de  Lisboa de 1552 (direcção) (1923)[1]